# Kerk van Onze Lieve Vrouw ten Hemelopneming in De Meern
De Kerk van Onze Lieve Vrouw ten Hemelopneming is een rooms-katholiek kerkgebouw aan de Pastoor Boelenslaan in De Meern. Deze kerk en de Sint-Willibrorduskerk in Vleuten zijn de beide kerkgebouwen van de parochie Licht van Christus. In de dagelijkse praktijk worden deze kerkgebouwen Mariakerk en Willibrordkerk genoemd.

## Geschiedenis

### Middeleeuwen
In de middeleeuwen stond middenin Vleuten een kerk die was gewijd aan Sint Willibrord. Tot de parochie rondom deze kerk behoorde ook het deel van De Meern ten noorden van de Oude Rijn. Het gebied van deze parochie was in bezit van het Kapittel van Oudmunster te Utrecht. Het zuidelijk deel van De Meern, dat toen nog zeer dunbevolkt was, behoorde tot de heerlijkheden (tevens polders) Ouden Rhijn en Nijeveld. Er was dus sprake van een bestuurlijke driedeling van De Meern, welke heeft voortgeduurd tot het ontstaan van de gemeente Vleuten-De Meern in 1954. Het 'driegemeentenpunt' lag midden in De Meern, iets ten oosten van de Meernbrug. Vlak bij dit punt stichtte een heer van Nijeveld in de late middeleeuwen een vicarie met bijbehorende kapel. Deze lag aan de noordelijke oever van de Oude Rijn, dus in het gebied van de Vleutense Willibrordparochie. De kapelaan van de kapel, die de dagelijkse missen celebreerde, stond niet onder opzicht van de pastoor van Vleuten. Maar omdat deze pastoor ook werkzaam was onder de Meernse bevolking, zal hij menigmaal zijn voorgegaan in de zondagse mis in de kapel bij de Meernbrug.

### Tijdperk van schuilkerken
In 1580 kwam een abrupt einde aan de missen in de kapel van De Meern, nadat door het provinciebestuur een verbod was uitgevaardigd op het houden van openbare rooms-katholieke erediensten. In heel Nederland werden dergelijke verboden van kracht en gingen de rooms-katholieken 'ondergronds'. De Meernse katholieken gingen voortaan voor het grootste deel naar de schuilkerk aan 't Hoog in Vleuten en voor een kleiner deel naar een van de schuilkerken in Utrecht. De kapel kwam in handen van de hervormden. In 1634 werd deze grondig opgeknapt en verbouwd tot kerk. Ook de kerk in Vleuten ging over naar de hervormden. Daar bleef zeker 70% van de bevolking rooms-katholiek. De te groot geworden Vleutense oude Sint-Willibrordkerk werd in 1831 verkleind. De huidige naam van deze kerk is Torenpleinkerk. In De Meern ging het andersom. In de 19e eeuw groeide de hervormde gemeente uit de kapel bij de Meernbrug en in 1912 werd deze afgebroken om plaats te maken voor de huidige Marekerk. Ondanks deze snelle groei bleef tot ver in de 20e eeuw meer dan de helft van alle inwoners van De Meern rooms-katholiek.

### Vanaf 1797
Na een lange periode waarin de rooms-katholieken van De Meern voor het bijwonen van een mis aangewezen waren op schuilkerken buiten hun woonplaats, veranderde het godsdienstige klimaat in Nederland voor hen ten goede. In 1797 werd een statie Oudenrijn aan de Stadsdam gesticht. Een grote woning werd tot kerk verbouwd. Naast deze plek verrees in 1857 een nieuw kerkgebouw, de huidige Metaal Kathedraal. De parochianen in het dorp De Meern hoefden toen niet meer naar Vleuten te lopen om een mis bij te wonen. Deze kerk lag op ongeveer 2 km van hun woonplaats. Toen na de Eerste Wereldoorlog de Meernse bevolking ging groeien, werd gedacht aan een nog groter en nu meer centraal gelegen kerkgebouw. Dit werd de huidige kerk in het centrum van De Meern. De grondaankoop vond in 1938 plaats en het kerkgebouw werd in 1940 ingewijd. 
Uit de oude kerk bij de Stadsdam waren het doopvont en het orgel naar deze kerk overgebracht. In de nieuwe kerk werden, vooral in de beginperiode, ook verschillende nieuwe voorwerpen van beeldende kunst geplaatst, waaronder vier reliëfs van Leo Jungblut, die ook het beeld aan de buitengevel van de toren boven de ingang had gemaakt. Er hebben ook andere beeldende kunstenaars voor deze kerk gewerkt, onder wie de in De Meern geboren schilder Adriaan van der Weijden (1910-1971). Tijdens zijn studie aan de Amsterdamse kunstacademie won hij in 1940 de prestigieuze Prix de Rome. Hij ontwikkelde zich verder op het gebied van monumentale kunst en verwierf opdrachten voor openbare gebouwen. Van de R.K. kerk van zijn geboorteplaats De Meern ontving hij de opdrachten tot het vervaardigen van de 14 kruiswegstaties in 1945 en de muurschildering in de apsis in 1949.
Het uit de vorige kerk afkomstige orgel was in 1888 gebouwd door Michaël Maarschalkerweerd en geschonken door twee parochianen.
De pastorie vormt met de kerk één geheel. Het complex is een rijksmonument. De architect van dit complex was Hendrik Christiaan van de Leur, die in de stijl van de Delftse School bouwde. Reden tot de monumentverklaring was niet alleen de architectuur van het complex. Ook de gaafheid van het interieur en de bijzondere kwaliteit van het Maarschalkerweerd-orgel worden genoemd in de beoordeling door de Rijksdienst voor het Cultureel Erfgoed. 
Naast de kerk ligt een begraafplaats en tegenover de kerk werd in het begin van de jaren 1950 de eerste Meernse rooms-katholieke lagere school gebouwd. Deze kreeg de naam Pastoor van Luenenschool. De huidige naam is RK basisschool Driekoningen.